# Енгельський район
Енгельський райо́н рос. Энгельсский район — муніципальне утворення в Саратовській області. Адміністративний центр району — місто Енгельс. Населення району — 284 991 чол.

## Географія

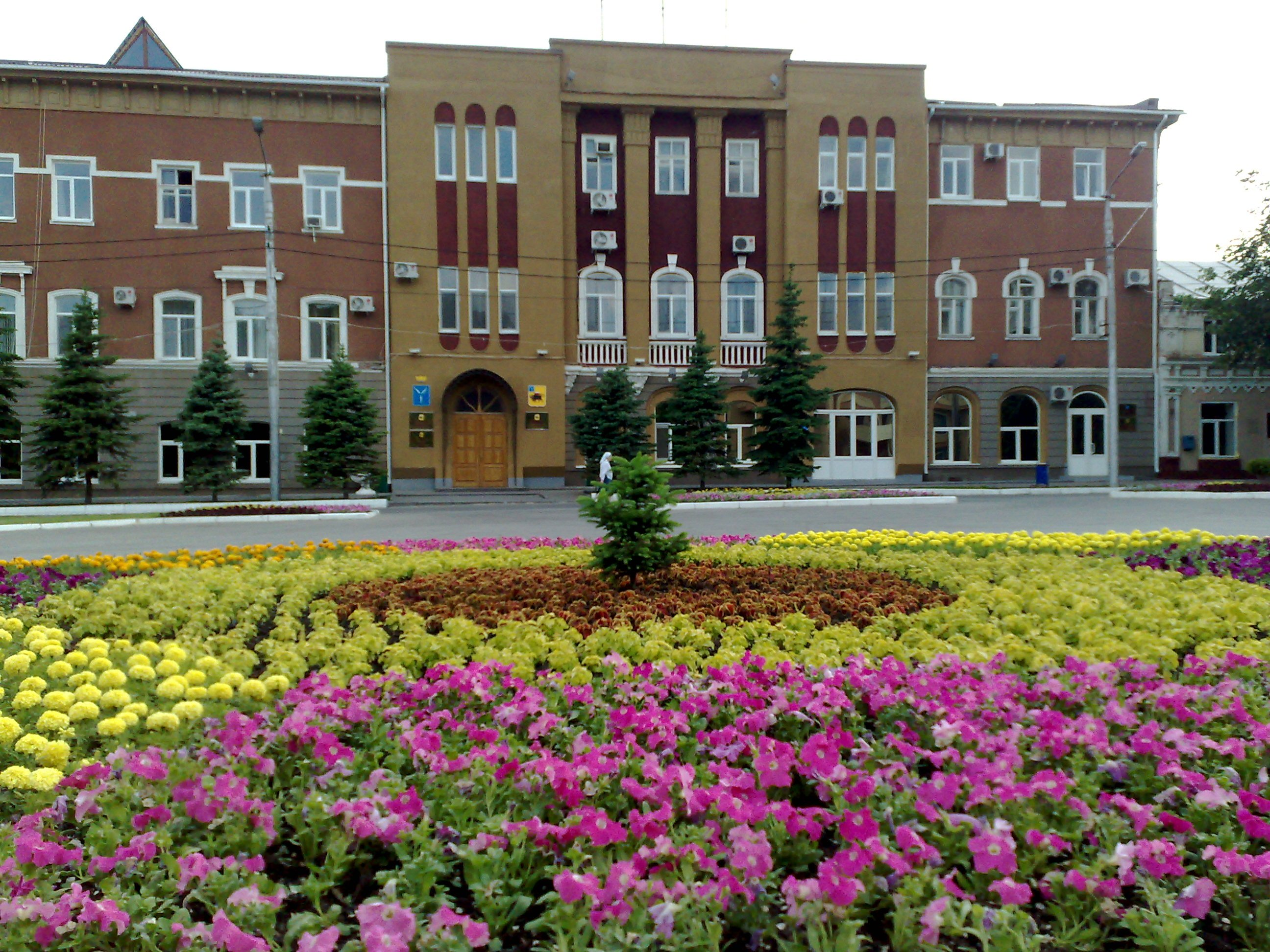
Будівля органів місцевого самоврядування Енгельського муніципального району

Район розташований на лівому березі річки Волга (навпроти міста Саратов), у степовій зоні, на волзьких терасах. Рельєф рівнинний, з безліччю зрошувальних каналів Енгельської зрошувальної системи ім. Ю. А. Гагаріна. По території муніципального району протікає 8 річок довжиною понад 10 км, що впадають у Волгу. Вздовж річок знаходяться ліси природного походження. В основному ж на території муніципального району рослинність складають лісосмуги та присадибні сади.

## Історія
У 1617–1674 роках у межах сучасного міста Енгельс (в районі річки Саратовки) знаходилося лівобережне місто Саратов, згодом знову перенесене на правий берег річки Волги.
Покровська слобода була заснована в 1747 на лівому березі річки Волги, навпроти м. Саратова. Раніше на цій території були калмицькі кочовища і ставка хана Аюки знаходилася на території сучасного міста Енгельса. Саме тут відбулася зустріч імператора Петра I і калмицького хана Аюки. Закладка слободи в 1747 пов'язана з указом імператриці Катерини II, про початок видобутку солі на озері Ельтон і закладки для цих цілей ряду опорних баз на Волзі. 16 та 18 серпня 1747 під керівництвом підполковника Н. Ф. Чемодурова відбулася закладка першого соляного магазину. Для заселення степової Заволзької області російський уряд запросило в Заволжя українських чумаків-погоничів з Полтавської та Харківської земель гетьманства Малоросійського, які й стали жителями нового поселення. Сіль доставлялася на волах підводчиками-українцями (чумаками) знаменитим Ельтонським трактом (Ельтонський шлях). Ця дорога відігравала важливу роль у житті Покровської слободи, хоча ніколи не була «Великою соляною дорогою», про що помилково пишуть деякі автори. Кінець соляної ери припадає на 1828, а остаточне формальне закриття на 1850.
У 1851 Покровську слободу Новоузенського повіту передали зі складу Саратовської губернії до Самарської, що знову утворювалася.
Місто Покровськ — з 1914. У 1919 Покровський повіт передано з Самарської губернії до складу Саратовської губернії.
З 1922 року район входив до складу АРСР німців Поволжя. У 1931 році місто Покровск було перейменовано в місто Енгельс. 10 лютого 1934 року Покровський кантон було ліквідовано. Значна частина його території була підпорядкована Енгельській міськраді.
20 квітня 1937 року постановою Президії ВЦВК з Енгельської приміської зони АРСР німців Поволжя був утворений Тернівський кантон з адміністративним центром у селі Тернівка (7 березня 1939 року центр перенесений в село Квасніковку).
В 1952 році адміністративний центр Тернівського району перенесений в місто Енгельс. 1 лютого 1963 року Тернівський район перейменований в Енгельський район.

## Адміністративний поділ
Енгельський район ділиться на 7 муніципальних утворень:
- 2 міських поселення:
  - Муніципальне утворення місто Енгельс — адміністративний центр місто Енгельс, селища: Плодосовхоз та Прибережне.
  - Приволзьке муніципальне утворення — адміністративний центр смт. Приволзьке, село Квасніковка, селища: Геофізик та Новоселове.
- 5 сільських поселень:
  - Безим'янське сільське поселення — адміністративний центр село Безим'яне; села: Воскресенка, Заповіти Ілліча, Зелений Дол, Калініне, Кірове, Червоний Партизан, Нова Кам'янка, Первомайське, Тарлик, Титоренко, Широкопілля; селища: Бурне, Лебедєве, Межове, Новочарлик, Прилужне, Солонцеве, Шевченкове; станція Титоренко.
  - Комінтернівське сільське поселення — адміністративний центр селище Комінтерн; селища: Голубовка, Придорожнє, Пробудження.
  - Красноярське сільське поселення — адміністративний центр село Красний Яр; села: Генеральське, Ленінське, Липівка, Осинівка, Старицьке, Підстепне, Усть-Караман, Шумейка; селища: Будинок відпочинку «Ударник», Злітне, Мала Тополевка, Овражне, Ясенівка.
  - Новопушкінське сільське поселення — адміністративний центр селище Пробудження; селища: Анісовске, Голубовка, Долинне, Комінтерн, Лощине, Новопушкінське, Селище імені Карла Маркса, Придорожнє; станція Лебедєве.
  - Тернівське сільське поселення — адміністративний центр село Тернівка; села: Березівка, Зауморря, Червоноармійське, Нова Тернівка, Підгірне, Сміловка, Степне, Узморря.

## Економіка
Сільське господарство приміського типу. Основна продукція: овочі (район є найбільшим виробником овочів в Саратовській області), фрукти, молоко, яйця і м'ясо птиці. Промислове виробництво в основному зосереджено в місті Енгельс.
На території муніципального району знаходяться великі родовища корисних копалин, нафти і газу, а також 5 розвіданих родовищ питних підземних вод, в тому числі — саме велике родовище підземних вод в Саратовській області — Генеральське і 2 родовища мінеральних вод (Підгірненське і Тернівське).

## Пам'ятки
В районі села Смєловка знаходиться меморіальний комплекс «Місце приземлення першого космонавта Землі Ю. А. Гагаріна».
Вище Енгельса за течією Волги, розташований будинок відпочинку «Ударник» регіонального значення.
Поблизу села Шумейко знаходиться масив елітних дач Саратовської області.
У селі Липівці збереглася будівля лютеранської кірхи 1906 року.
- На північний схід від с. Шумейка, в урочищі Підстепне, знаходиться відоме з початку ХХ століття золотоординське селище. Поселення простягнулося вздовж Волги на 2 км. Знайдені залишки цегельних і дерев'яних будівель, безінвертарні поховання, золотоординська і давньоруська кераміка, срібні та мідні монети 20-х — 60-х років XIV століття, хрестики, які можна віднести до давньоруських, а також російський перстень з солярним знаком.